# Continuous Rod

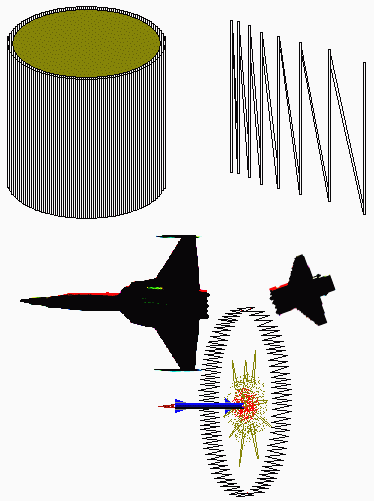
Symbolische Funktionsdarstellung eines CR-Gefechtskopfes: der expandierende Ring „zerschneidet“ das Zielobjekt

Ein Continuous-Rod-Gefechtskopf (CR-Gefechtskopf) ist eine spezielle Form eines Splittergefechtskopfes mit gerichteter Wirkung, der in den 1950er Jahren entwickelt wurde. Er wird ausschließlich bei Flugabwehr- und Luft-Luft-Raketen eingesetzt. Teilweise wird in der Literatur auch die Bezeichnung „Expanding Rod“ verwendet.

## Aufbau
Der Gefechtskopf besteht aus einer geraden Anzahl von Stahlstäben, die zylinderförmig um einen Kern gelegt und wechselseitig so miteinander verschweißt werden, dass sich eine durchgängige Kette ergibt. Das Innere des Zylinders wird nach Entfernen des Kernes mit Sprengstoff gefüllt.

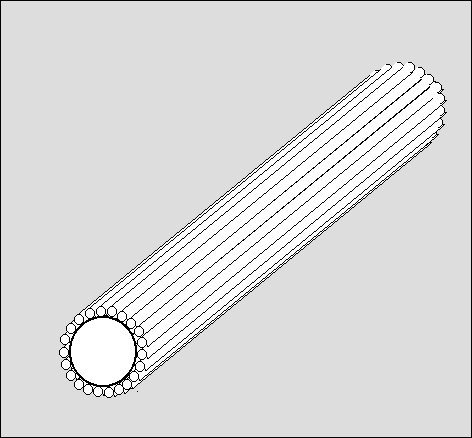
Um einen Kern angeordnete Stahlstäbe
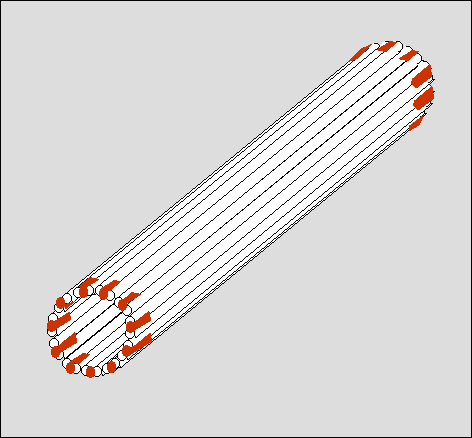
Stabbündel, wechselseitig verschweißt
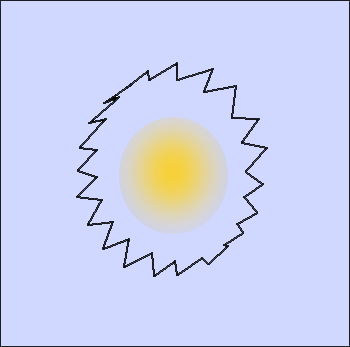
Nach der Explosion expandierendes Bündel

## Funktionsweise

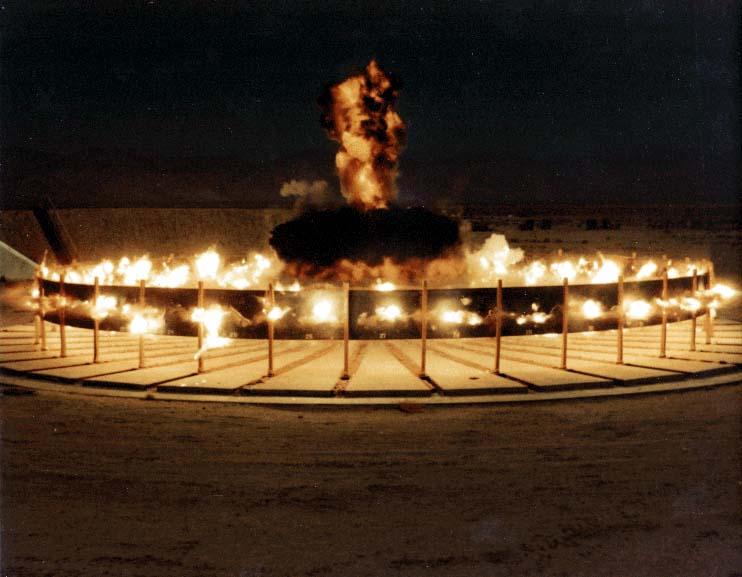
Testzündung eines CR-Gefechtskopfes am Boden: der expandierende Stabring breitet sich in horizontaler Richtung aus

Bei der Detonation des Sprengstoffes werden die Stäbe kreisförmig nach außen beschleunigt. Da diese sowohl aus duktilem Material bestehen als auch miteinander verbunden sind, entfalten sie sich dabei und es entsteht ein geschlossener „Stabring“, der mit hoher Geschwindigkeit senkrecht zur Längsachse des Gefechtskopfes expandiert. Wenn der Umfang des Stabringes größer wird als die Gesamtlänge der ihn bildenden Stäbe, so wird er in einzelne Bruchstücke zerrissen. Diese werden allerdings aufgrund ihrer relativ geringen Masse durch den Luftwiderstand rasch abgebremst und entfalten kaum noch Wirkung. Ein Auseinanderbrechen des Stabrings insbesondere durch Versagen von Schweißpunkten muss deshalb so lange wie möglich vermieden werden. Daher muss die Explosionsgeschwindigkeit verhältnismäßig gering gewählt werden.
Ein Continuous-Rod-Gefechtskopf ist speziell beim Einsatz gegen Flugzeuge bedeutend wirksamer als herkömmliche Splittergefechtsköpfe, da das relativ empfindliche Zielobjekt nicht nur beschädigt, sondern praktisch zerschnitten wird. Dem stehen höhere Anforderungen an Zünder und Lenksysteme des Trägersystems gegenüber, da die Wirksamkeit auf einen scheibenförmigen Bereich senkrecht zur Längsachse des Gefechtskopfes mit einem maximalen Wirkdurchmesser begrenzt ist. Um dies zu minimieren, besitzen moderne Gefechtsköpfe oft mehrere Stablagen, die in unterschiedliche Richtung wirken oder verschiedene Expansionsradien aufweisen.

## Entwicklung
Der CR-Gefechtskopf wurde 1952 in den USA an der Johns Hopkins University im Rahmen eines Entwicklungsvertrages mit der United States Navy konzipiert.

## Verwendung
Der Gefechtskopf kam bzw. kommt unter anderem in folgenden Raketen zum Einsatz:
- AIM-9 Sidewinder (bis Version AIM-9H)
- AIM-7 Sparrow
- RIM-8 Talos
- Wympel R-77
- Wympel R-73
- Wympel R-27
- 9K330 Tor
- 2K22 Tunguska
- 96K6 Panzir
- Bristol Bloodhound